# بلقيس عبد الكريم الهاشمي
بلقيس عبد الكريم الهاشمي بطلة عالمية إماراتية في رياضة الجو جيتسو، حصلت على أول ميدالية ذهبية لها سنة 2023 في وزن 45 كيلو جراما وذلك ضمن بطولة العالم التي أقيمت في منغوليا.

## جوائز
إلى جانب حصولها على الميدالية الذهبية في بطولة العالم للجيو جيتسو التي نظمت في منغوليا عام 2023، تمكنت بلقيس عبد الكريم الهاشمي من حصد ميدالية ذهبية أخرى برسم بطولة العالم للجو جيتسو لفئة أقل من 21 عاماً، والتي نظمت في العاصمة الكازاخستانية آستانا، كما نجحت في الظفر بالميدالية الذهبية في وزن 48 كيلو جرام للناشئات تحت 18 سنة ضمن النسخة الـ12 من بطولة أبوظبي العالمية لمحترفي الجوجيتسو التي أقيمت بأبو ظبي عام 2021، كما سبق لها الفوز بجائزة محمد بن راشد للابداع الرياضي لفئة الناشئين عام 2019، عمرها آنذاك لم يكن يتجاوز الـ 14 عاما. وفي 2017 حازت على الميدالية الذهبية في وزن 40 كيلوجرام فئة أقل من 15 سنة ضمن بطولة العالم التي نظمت في الجبل الأسود.